# Vattenpolo vid olympiska sommarspelen 2016
Vattenpolo vid olympiska sommarspelen 2016 spelades mellan 6 och 20 augusti 2016 i Rio de Janeiro i Brasilien. Herrturneringen innehöll 12 lag, damturneringen åtta.

## Medaljsammanfattning
| Vattenpolo                      | Guld | Silver | Brons |
| Damernas turnering Detaljer...  | USA | Italien | Ryssland |
| Damernas turnering Detaljer...  | Samantha Hill Maddie Musselman Melissa Seidemann Rachel Fattal Aria Fischer Maggie Steffens Courtney Mathewson Kiley Neushul Caroline Clark Kaleigh Gilchrist Makenzie Fischer Kami Craig Ashleigh Johnson | Giulia Gorlero Chiara Tabani Arianna Garibotti Elisa Queirolo Federica Radicchi Rosaria Aiello Tania Di Mario Roberta Bianconi Giulia Enrica Emmolo Francesca Pomeri Aleksandra Cotti Teresa Frassinetti Laura Teani | Anna Ustjuchina Maria Borisova Jekaterina Prokofjeva Elvina Karimova Nadezjda Fedotova Olga Belova Jekaterina Lisunova Anastasia Simanovitj Anna Timofeeva Jevgenia Soboleva Jevgenija Ivanova Anna Grineva Anna Karnauch     |
| Herrarnas turnering Detaljer... | Serbien | Kroatien | Italien |
| Herrarnas turnering Detaljer... | Gojko Pijetlović Dušan Mandić Živko Gocić Sava Ranđelović Miloš Ćuk Duško Pijetlović Slobodan Nikić Milan Aleksić Nikola Jakšić Filip Filipović Andrija Prlainović Stefan Mitrović Branislav Mitrović      | Josip Pavić Damir Burić Antonio Petković Luka Lončar Maro Joković Luka Bukić Xavier García Andro Bušlje Sandro Sukno Ivan Krapić Anđelo Šetka Marko Macan Marko Bijač                                                | Stefano Tempesti Francesco Di Fulvio Niccolò Gitto Pietro Figlioli Alessandro Velotto Michael Bodegas Andrea Fondelli Valentino Gallo Christian Presciutti Nicholas Presciutti Matteo Aicardi Alessandro Nora Marco Del Lungo |

Denna tabell: visa • redigera

## Medaljtabell
| Pl.    | Nation   | Guld | Silver | Brons | Totalt |
| ------ | -------- | ---- | ------ | ----- | ------ |
| 1      | Serbien  | 1    | 0      | 0     | 1      |
| 1      | USA      | 1    | 0      | 0     | 1      |
| 3      | Italien  | 0    | 1      | 1     | 2      |
| 4      | Kroatien | 0    | 1      | 0     | 1      |
| 5      | Ryssland | 0    | 0      | 1     | 1      |
| Totalt | Totalt   | 2    | 2      | 2     | 6      |

### Fotnoter
1. ↑  ”History of Water Polo at the Olympic Games” (på engelska). Internationella olympiska kommittén. mars 2015. http://www.olympic.org/Assets/OSC%20Section/pdf/QR_sports_summer/Sports_Olympiques_waterpolo_eng.pdf. Läst 30 juni 2015.
2. ↑  Water Polo Women (engelska)
3. ↑  Water Polo Men (engelska)